# Gyöngyvér
Gyöngyvér ist ein weiblicher Vorname im ungarischen Sprachraum. Er ist eine Neuschöpfung des Schriftstellers János Arany, in dessen Roman „Buda Halála“ (Der Tod von Buda) eine Frau namens Gyöngyvér auftritt.
Koseformen des Namens sind „Gyöngyi“ oder „Gyöngyös“. Der Name ist eine Zusammensetzung aus den ungarischen Wörtern „gyöngy“ (Perle) und dem verkürzten „testvér“ (Geschwister).
Die Namenstage in Ungarn sind:
- 3. Januar
- 8. Januar
- 26. Mai
- 23. Oktober